# 李安·玛丽猪笼草
李安·玛丽猪笼草（学名：Nepenthes 'LeeAnn Marie'）是一个由葫芦猪笼草（N. ventricosa）和翼状猪笼草（N. alata）杂交得到的人工杂交种。1982年，该人公杂交种由布鲁斯·李·贝德纳（Bruce Lee Bednar）培育而成。因该栽培种名称发表时未包含描述，违反《国际栽培植物命名规则》第24.1条，所以该名称是非正式的。该人工杂交种为红瓶猪笼草（N. × ventrata）的一个异名。该栽培种名称最初发表于1994年3月的《食虫植物通讯》中，为“× LeeAnn Marie”。

## 扩展阅读
- 食虫植物照片搜寻引擎中李安·玛丽猪笼草的照片 （页面存档备份，存于）